# SMS V 106
V 106 – niemiecki niszczyciel z okresu I wojny światowej. Druga jednostka typu V 105. Pierwotnie budowany dla Koninklijke Marine, miał nosić nazwę Z-2. Okręt wyposażony w dwa kotły parowe opalane węglem (zapas paliwa 60 ton) i dwa opalane ropą (zapas paliwa 16,2 ton). Złomowany w 1920 roku.